# Suisei

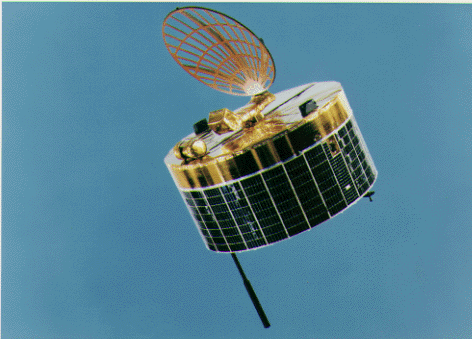
Sonda Suisei

A sonda japonesa não tripulada Suisei foi lançada ao espaço pelo foguete M-3SII-2, do Centro Espacial de Kagoshima, em 18 de Agosto de 1985. Seu lançamento foi gerenciado pela antiga agência espacial japonesa o Institute of Space and Astronautical Science - ISAS, que ainda existe, mas recebeu novas atribuições quando da reformulação atual da agência espacial japonesa agora denominada de JAXA.
Trata-se da segunda sonda japonesa a pesquisar o cometa Halley. Seu nome em japonês significa cometa e antes do lançamento, a sonda era denominada de PLANET-A. A sonda entrou em uma órbita heliocêntrica para poder interceptar o cometa Halley. É uma sonda idêntica à sonda Sakigake, exceto quanto à parte de seus equipamentos eletrônicos. Possui um sistema de processamento de imagem para a radiação ultravioleta e um instrumento científico de medição do vento solar. 
Tal como a sonda Sakigate, esta sonda foi feita para testar as tecnologias japonesas para missões em espaço profundo, incluindo comunicações, controle de altitude e a obtenção de dados científicos.
A sonda tinha a forma de um cilindro e foi lançada direto ao espaço, sem antes entrar em órbita terrestre. Era constituída de uma estrutura de fibra de carbono reforçada com plástico. A sonda girava a uma rotação constante de duas velocidades, de 5 e de 0.2 rpm. Propulsores de hidrazina eram utilizados para o controle de altitude e de velocidade.
O principal objetivo da missão foi a obtenção de imagens em ultravioleta, da enorme nuvem de átomos de hidrogênio que envolvia o núcleo do cometa e de sua grande cauda de cerca de 20 milhões de quilômetros de extensão. Fotos foram tiradas nos 30 dias antes e 30 dias após a passagem do cometa sobre o plano da eclíptica. Foram medidos parâmetros do vento solar durante um período muito mais longo de tempo.
Em 8 de Março de 1986 a sonda chegou ao seu ponto mais próximo do cometa Halley, que foi de 152.400 km, sofrendo apenas dois impactos com as partículas do cometa Halley.
Os controladores da missão haviam planejado um encontro em 24 de Novembro de 1988, da sonda Suisei com o cometa Giacobini-Zinner. Porém a sonda já se encontrava no espaço a 3 anos e ela já havia realizado uma série de correções de trajetória entre 5 e 10 de Abril de 1987, para realizar uma manobra de assistência gravitacional, com o auxílio da força da gravidade da Terra, para 20 de Agosto de 1992. 
Infelizmente a hidrazina acabou em 22 de Fevereiro de 1991 e futuras correções, não puderam ser efetuadas. Também se pretendia observar a longa distância, o cometa 55P/Tempel–Tuttle, porém em 28 de Fevereiro a missão foi formalmente cancelada.

## Armada Halley
A sonda Suissei faz parte do que se denominou chamar de Armada Halley, um conjunto de quatro missões espaciais, que visaram entre outras funções, a de pesquisar o Cometa Halley. As outras missões foram a Vega 1 e 2, Giotto, ICE, e Sakigake.

## Sumário
- Peso da sonda: 140 kg
- Tipo de órbita: Heliocêntrica
- Mínima distância do cometa; 152.400 km.
- Indexador internacional da sonda: 1985-073A